# گمینا چیپیلوو
گمینا چیپیلوو (به لهستانی:  Gmina Ciepielów) یک گمینا در لهستان است که در شهرستان لیپسکو واقع شده‌است. گمینا چیپیلوو ۱۳۵٫۳ کیلومتر مربع مساحت و ۵٬۷۸۹ نفر جمعیت دارد.